# 目黒区立東根小学校
目黒区立東根小学校（めぐろくりつ ひがしねしょうがっこう）は東京都目黒区にある公立小学校。
2014年現在の児童数は621名。

## 沿革
- 1950年 開校
- 1970年代 校舎改築

## 通学区域
- 柿の木坂二丁目、柿の木坂三丁目、八雲四丁目、八雲五丁目、東が丘一丁目、東が丘二丁目[1]

## 近隣の中学校
- 目黒区立第十中学校

## 交通アクセス
- 東急バス恵比寿駅行き 東根小学校より徒歩5分

## 著名な出身者
- 松島トモ子（女優）
- 加藤裕子  （生活文化ジャーナリスト）
- 加藤博太郎  （弁護士）